# クラヴィウス (クレーター)

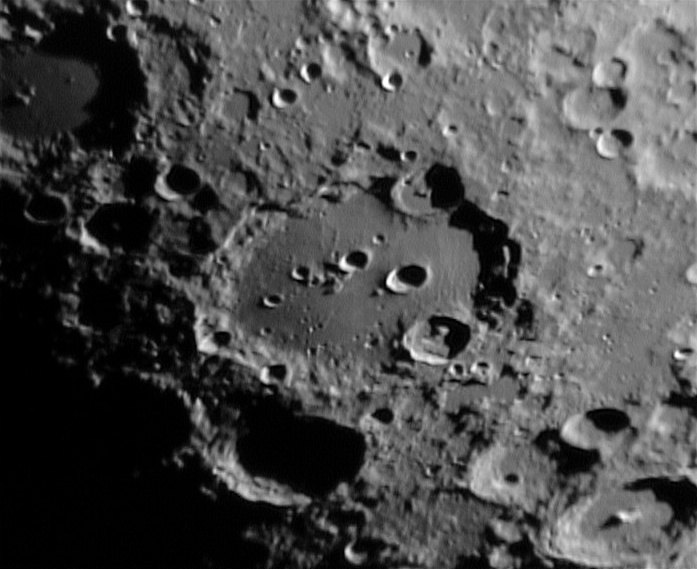
地球から観測したクラヴィウス（北側が上）

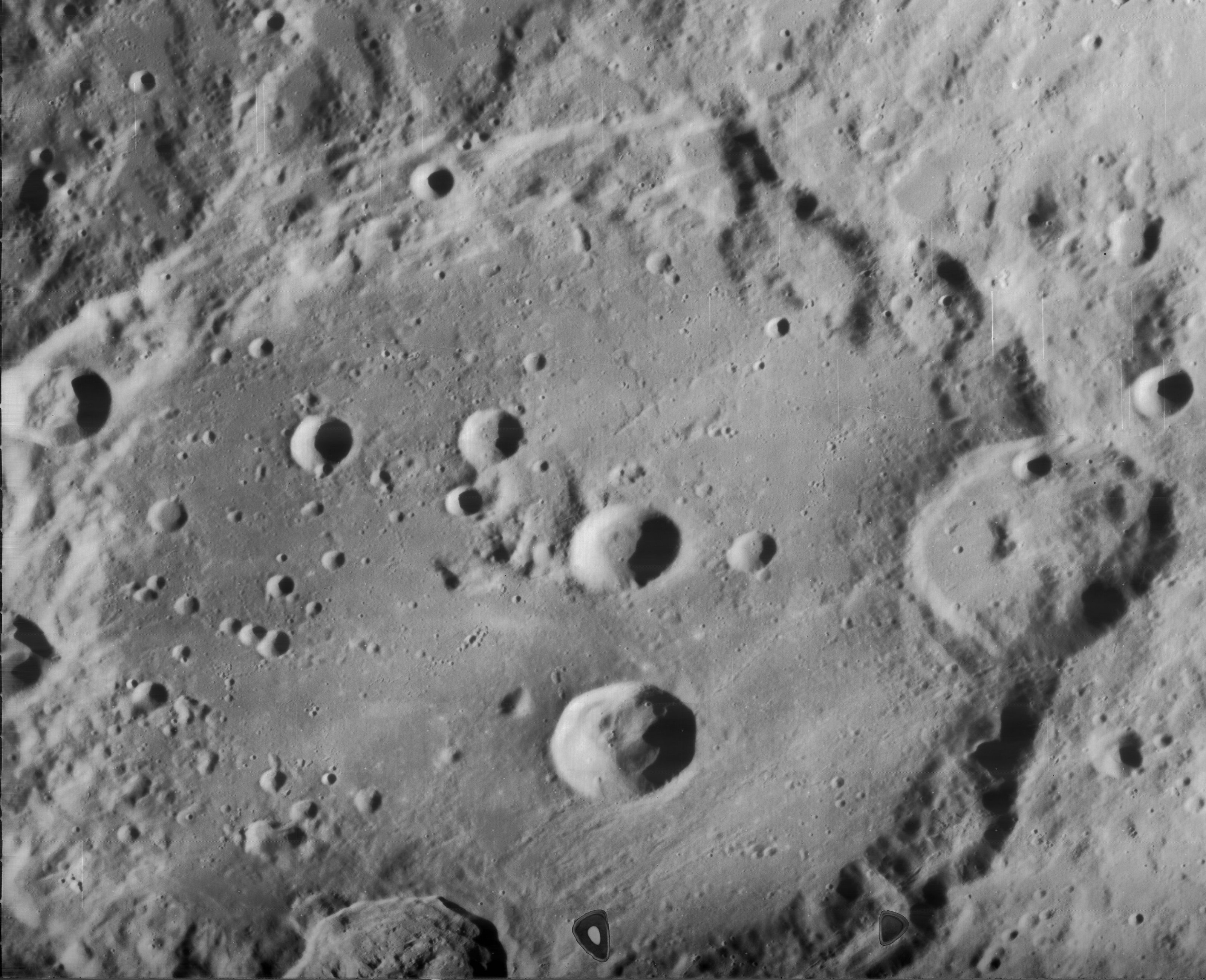
ルナ・オービター4号による観測

クラヴィウス(Clavius)は、月面上で形成された最大のクレーターの1つであり、地球から見える月の表で2番目に大きく、デランドルに非常に近い大きさである。岩だらけの南部の高地に位置し、明るい明るいティコの南にある。イエズス会の司祭で数学者・天文学者であるクリストファー・クラヴィウスの名前に因んで命名された。
ネクタリス代に形成された最大のクレーターの1つである。

## 外見
クラヴィウスは、月の南端に位置し、遠近法のため、細長く見える。サイズが大きいため、上弦の月の約1-2日後には、裸眼でも明暗境界線部分の明確な切れ込みとして見えることがある。
その大きさに比べると外壁は低い。かなり摩耗しており、また小クレーターにより、ぼこぼこになっている。縁の内面は丘状で、切れ込みがあり、幅は様々で、南側が最も急になっている。縁は全体的にやや多角形のような形をしている。

## 床面
クラヴィウスの床面は、凸面の平原で、衝突クレーターでできたいくつかの興味深い形がある。これらの中で最も特記すべきものは、南側のラザフォード付近から始まり、反時計回りに次第に直径が小さくなりながら、弧を描いてクレーターが連鎖する形である。最大のものから最小のものまで、クラヴィウスD、C、N、J及びJAと命名されている。これらの一連のクレーターは、アマチュア天文学者が自身の望遠鏡の分解能を試験するための便利な目印となっている。

## 水の存在
2020年10月、アメリカ航空宇宙局は、クラヴィウス付近に最大412 ppmの水分子が存在することを確認した。この水は、流星塵の衝突による高温の影響で土壌の中に形成されたビーズ状の構造に閉じ込められている可能性がある。または、月の土壌粒子の間に遮蔽されている可能性もある。他の可能性として、ずっと大きく思い親小惑星の衝突等により生じたラブルパイル天体のような非常に小さな小惑星が衝突したというものである。隕石が月面に向かう際に、シューメーカー・レヴィ第9彗星のように引き裂かれ、小さい質量となって、斜めに低い角度で衝突し、跳ね返ることで、石質マトリックス内にいくらかの水が残る可能性がある。炭素質コンドライトはしばしば水を多く含み、CIサブグループは最大22%の水を含む。

## 近隣のクレーター
近隣の著名なクレーターとして、西にシャイナー、南西にブランカヌス、北東にマギヌス、北西にロンゴモンタヌスがある。ラザフォードは、全体が南東の縁の中にあり、ポーターは北東の縁に重なっている。小クレーターのクラヴィウスLは、西の縁を横切っており、クラヴィウスKは西北西の縁を破壊している。

## 従属クレーター
慣例として、これらの地形は、クラヴィウスに近い側の脇に文字を置くことによって月面図に示される。
| 名称 | 月面緯度     | 月面経度     | 直径  |
| ---- | ------------ | ------------ | ----- |
| C    | 南緯 57.7 度 | 西経 14.2 度 | 21 km |
| D    | 南緯 58.8 度 | 西経 12.4 度 | 28 km |
| E    | 南緯 51.5 度 | 西経 12.6 度 | 16 km |
| F    | 南緯 55.4 度 | 西経 21.9 度 | 7 km  |
| G    | 南緯 52.0 度 | 西経 13.9 度 | 17 km |
| H    | 南緯 51.9 度 | 西経 15.8 度 | 34 km |
| J    | 南緯 58.1 度 | 西経 18.1 度 | 12 km |
| K    | 南緯 60.4 度 | 西経 19.8 度 | 20 km |
| L    | 南緯 58.7 度 | 西経 21.2 度 | 24 km |
| M    | 南緯 54.8 度 | 西経 11.9 度 | 44 km |
| N    | 南緯 57.5 度 | 西経 16.5 度 | 13 km |
| O    | 南緯 56.8 度 | 西経 16.4 度 | 4 km  |
| P    | 南緯 57.0 度 | 西経 7.7 度  | 10 km |
| R    | 南緯 53.1 度 | 西経 15.4 度 | km    |
| T    | 南緯 60.4 度 | 西経 14.9 度 | 9 km  |
| W    | 南緯 55.8 度 | 西経 16.0 度 | 6 km  |
| X    | 南緯 60.0 度 | 西経 17.6 度 | 7 km  |
| Y    | 南緯 57.8 度 | 西経 16.0 度 | 7 km  |

## フィクション作品での言及
- 映画『2001年宇宙の旅』では、月面基地が置かれた。
- マデイラ・デソウザによる2015年の小説Baja Clavius: Moon Men Deep Inside[では、この下にタイムトラベル施設が位置していた[4]。
- アークティック・モンキーズの曲w:Four Out of Fiveでは、トランクイリティ・ベース・ホテル・アンド・カジノが位置していた。